# シコルスキー人力ヘリコプター賞
シコルスキー人力ヘリコプター賞（シコルスキーじんりきヘリコプターしょう、英：Igor I. Sikorsky Human Powered Helicopter Competition）とは、1980年にAHSインターナショナルが設立した賞で、人力の回転翼機、すなわち人力ヘリコプターでの一定の条件の達成を目標として制定された。航空分野では最大級の賞の1つで、賞金額は3番目の大きさ。シコルスキー賞とも。

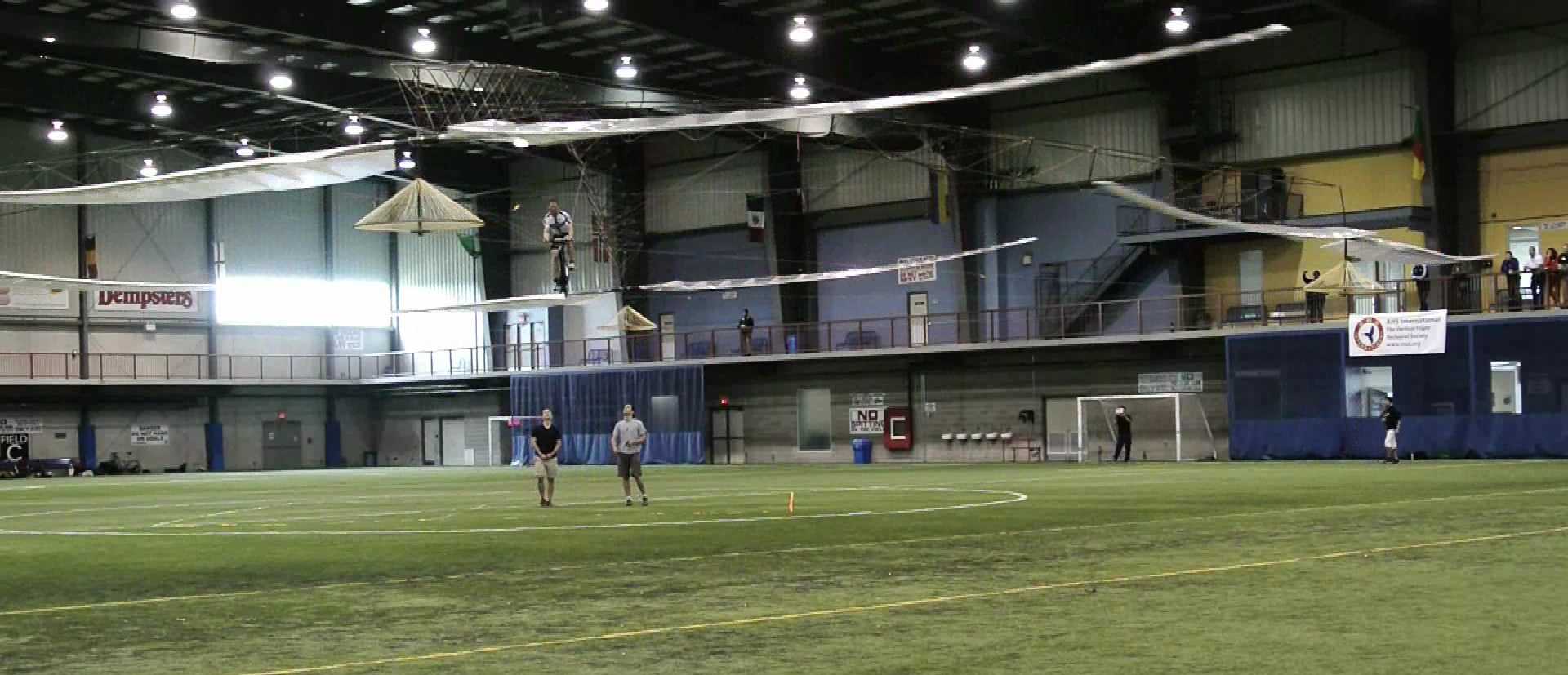
チームAeroVeloのAtlas人力ヘリコプター

## 概要
アメリカ・ヘリコプター協会（現在のAHSインターナショナル）が1980年に設立した賞で、賞金は25万ドル（約2500万円）。ヘリコプターの父とも言われ、世界最大手のヘリコプター・メーカーであるシコルスキー社を創設したイゴール・シコルスキーから名付けられている。人力のヘリコプター制作者に与えられる賞で、受賞基準は、「人力で60秒間、10フィート（約3メートル）以上の高度を維持し、1076平方フィート（約100平方メートル）以内の範囲を飛行する」こと。創設以来、30年以上受賞者が現れず、長らく受賞は不可能と言われていたが、2013年に、カナダのトロント大学のAeroVeloチームが受賞した。

## 歴史
- 1980年に創設された当時の賞金は1万ドルだったが、ほどなく2万5000ドルに増額されが受賞者が出ず、2000年代にこの賞を引き継ぎ、スポンサーとなったシコルスキー社が、2009年に賞金額を25万ドルに増額した。
- 1989年に、California Polytechnic State Universityのチームによる「ダビンチIII」が地表20センチ上を8.6秒間滞空した。
- 1994年に、内藤晃と日本大学のチームによる「YURI-I」が、滞空時間20秒の記録を出した。
- 2012年、メリーランド大学のチームによる「ガメラ2」が、滞空時間49秒を記録し、日本大学の記録を更新した[2]。
- 2013年に、カナダのトロント大学の学生達がこの賞のために設立したベンチャー企業のアエロベロ社の挑戦により達成され、同チームが受賞した。機体は、全幅49.4メートルで、重量は55キロの「アトラス」。体重160ポンド（約72.6キロ）以下の漕ぎ手による1馬力の出力を想定している[1]。